# Free (Rick Astley)
Free è il terzo album in studio del cantante britannico Rick Astley, pubblicato nel 1991.
Il brano Cry for Help ha delle note simili a When You Say Nothing at All di Ronan Keating.

## Tracce
1. In the Name of Love – 4:27
2. Cry for Help – 4:54
3. Move Right Out – 3:50
4. Be With You – 4:07
5. Really Got a Problem – 4:15
6. Is This Really Love – 3:26
7. This Must Be Heaven – 4:42
8. Never Knew Love – 3:07
9. The Bottom Line – 5:13
10. Wonderful You – 5:08
11. Behind the Smile – 4:33